# 13 (số)
13 (mười ba) là một số tự nhiên ngay sau 12 và ngay trước 14.

## Con số xui xẻo
Số 13 được xem là một con số tượng trưng cho sự xui xẻo. Như thứ Sáu ngày 13 tượng trưng cho một ngày rất xui xẻo. Ở Anh, khách sạn không có con số 13, rạp hát không có ghế thứ 13...Còn ở Hàn Quốc,khách sạn không bao giờ có phòng 13,...13 là số người có mặt trong bữa ăn cuối cùng với Chúa Giê-su, một số nơi thì một bữa tiệc không bao giờ mời 13 người khách. Việc số 13 xui xẻo hiện diện trong nhiều nền văn hóa phương Tây. Số 13 cũng được coi là xui xẻo bởi nó là số ngày trăng tròn trong năm, thực ra điều này chỉ xảy ra 2,5 năm một lần. Vì vậy, một số đường phố ở Hà Nội không có số 13.
Do bị ảnh hưởng bởi quan niệm nên một số người khi nghe đến số 13 thì trở nên sợ hãi, người ta gọi đó là chứng sợ số 13 (Triskaidekaphobia)

## Trong toán học
- Số 13 là số nguyên tố.
- Bình phương của 13 là 169

## Trong hóa học
- 13 là số hiệu nguyên tử của nguyên tố Nhôm (Al).